# رحمت‌الله مقدم مراغه‌ای
رحمت‌الله مقدم مراغه‌ای (۱۳۰۰–۱۳۹۱) نماینده مجلس سیاستمدار فعال ملی -مذهبی مترجم و عضو مجلس خبرگان بود که با اصل ولایت فقیه مخالفت کرد.

## شروع زندگی و تحصیل
از خاندان مقدم مراغه‌ای‌های شهرستان مراغه بود که از صدر مشروطیت بنام و جاه و مقامی رسیده بودند و آجودانباش‌ها و حکمرانان و امرای لشکری از خانواده آنها برخاسته بودند. 
وی پس از اخذ دیپلم به فرانسه رفت و در دانشگاه سوربن شهر پاریس در رشته علوم جغرافیایی و روزنامه‌نگاری تحصیل کرد.
پس از خودکشی صادق هدایت، مقدم مراغه‌ای که در پاریس زندگی میکرد نخستین کسی بود که بر بالین جنازه وی حاضر شد. عکس‌های مربوط به خودکشی هدایت که در رسانه‌هاست، اثر اوست.

## کانون نویسندگان
مقدم مراغه ای کتابهایی را ترجمه کرده بود. از این رو در مجامع فرهنگی فردی شناخته شده بود در سال ۱۳۵۶ وی به عنوان نماینده کانون نویسندگان درمراسم افتتاحیه شب‌های شعر گوته سخنرانی کرده و در تیر ماه ۱۳۵۶، و در جلسه عمومی کانون در دفتر کار وی برگزار شد به عنوان عضو هیئت دبیران موقت انتخاب شد. 
مقدم مراغه ای به همراه محمدعلی سپانلو، سیمین دانشور و نادر نادرپور جزء جناح لیبرال کانون نویسندگان و در مقابل جناح توده ای آن سیاوش کسرایی، به آذین، احسان طبری، فریدون تنکابنی، هوشنگ ابتهاج، محمد عظیمی و جعفر کوش آبادی قرار داشتند.

## فعالیت‌های سیاسی
مراغه‌ای پس از بازگشت از فرانسه، در سال ۱۳۳۹ وارد عرصه فعالیت‌های سیاسی شده و در انتخابات دوره بیستم مجلس شورای ملی از حوزه میاندواب نامزد ورود به مجلس شد. وی در دو دوره انتخابات دوره بیستم موسوم به انتخابات تابستانی و زمستانی به نمایندگی مردم برگزیده می‌شود. ولی پس از انحلال مجلس به دلیل مسایل به وجود آمده از فعالیت‌های سیاسی کناره‌گیری نمود.
او پیش از انقلاب در کانون نویسندگان عضویت یافت و شب‌های شعر گوته وی سخنران مراسم افتتاحیه بود.
وی به همراه سایر فعالان و حقوق دانان مانند عبدالکریم لاهیجی، مهدی بازرگان و … جمعیت طرفداران آزادی و حقوق بشر را بنیاد نهاد و تا زمان پیروزی انقلاب ۵۷ به عنوان هیئت اجرایی این مجموعه فعالیت داشت؛ و به همین دلیل چندین بار دستگیر و زندانی شد. پس از نطق شاه مبنی بر شنیدن صدای انقلاب مردم شاه تیمسار مقدم رئیس وقت ساواک برای مذاکره با وی در جهت مباحث مربوط به انقلاب با وی دیدار داشت.
مراغه ای بعد از انقلاب به مقام استانداری آذربایجان شرقی رسید و تا خرداد ۵۸ این سمت را عهده‌دار بود.
مهندس مراغه ای از سوی حزب جمهوری خلق مسلمان برای انتخابات خبرگان قانون اساسی نامزد شد و به همراه دونماینده دیگر این حزب (محمدعلی انگجی، جعفر اشراقی) توانست وارد مجلس خبرگان بشود.

## مخالفت با اصل ولایت فقیه
وی به همراه سایر اعضای مخالف با اصل ولایت فقیه در مورد تصویب این اصل موضع‌گیری نمود. تنها فردی بود که اجازه یافت در جلسه علنی از موضع مخالف سخن بگوید.
مقدم مراغه‌ای در جلسه مجلس خبرگان در مخالفت با اصل پنجم قانون اساسی می‌گوید: 
این اصل حاکمیت را در انحصار طبقة خاصی به نام روحانیت قرار داده است و به فقها امتیاز بخشیده است، در حالی که حاکمیت از آن همة مردم است.
نباید استبدادی در پوشش دین برقرار کرد. مردم ایران رشید هستند و حکومت را در دست طبقة خاص نمی‌پذیرند.

## حکم جلب و خروج از کشور
پس از گروگانگیری سفارت آمریکا دادستان وقت به اتهام ارتباط با سفارت آمریکا دستور جلب وی را صادر نمود ولی او متواری شد.

## اواخر عمر و درگذشت
مقدم مراغه‌ای در سال ۱۳۷۱ به ایران بازگشت و به انتشار خاطرات خود تحت عنوان سال‌های بحرانی نسل ما خاطرات رحمت‌الله مقدم مراغه‌ای اقدام کرد. وی در ۹۱ سالگی در سال ۱۳۹۱ در تهران درگذشت.

### تالیف
- سال‌های بحرانی نسل ما: خاطرات مهندس رحمت‌اله مقدم مراغه‌ای، تهران: علم، ۱۳۸۶، ۹۶۶ صفحه. شابک ‎۹۷۸۹۶۴۴۰۵۴۹۲۱

بیش از ۷۰۰ صفحه از کتاب خاطراتش به دوران مبارزات ملی – مذهبی اختصاص دارد. در ادامه از جریان‌هایی همچون خرداد ۱۳۴۲ و رویدادهای سال‌های ۱۳۵۵ تا ۱۳۵۷ بحث شده‌است.

### ترجمه
- دمکراسی در آمریکا (۱۳۴۷)
- هارولد جوزف لاسکی: سیر آزادی در اروپا (۱۳۴۶)
- نوسازی جامعه (۱۳۵۰)
- چهار خطابه از سیسرون (۱۳۴۱)
- مکاتبات گوبینو (۱۳۵۲)